# Urmas Jõemees
Urmas Jõemees (ur. 15 listopada 1963 w Tallinnie, zm. 15 października 2023) – estoński operator filmów animowanych.

## Życiorys
W latach 1982–1983 studiował matematykę na Uniwersytecie w Tartu. W 1989 roku ukończył Wszechrosyjski Państwowy Instytut Kinematografii (WGIK) w Moskwie. Pracował jako asystent operatora w Tallinnfilm w latach 1986–1989, a od 1990 do 2000 jako operator Nukufilm. Od 2003 roku konsultant techniczny w wydziale scenografii Estońskiej Akademii Sztuk Pięknych.

## Wybrana filmografia
- 2000: Internet Samuela
- 2002: Parada pingwinów
- 2004: Stół